# Gorączka od ugryzienia szczura
Gorączka wywołana ugryzieniem szczura lub gorączka szczurza – grupa odzwierzęcych chorób zakaźnych wywoływanych zakażeniem śrubowcem mniejszym (spirilloza, sodoku) lub Streptobacillus moniliformis (streptobaciloza, gorączka Haverhill).

## Etiologia
Choroba jest zoonozą. Powodujące ją drobnoustroje występują w górnych drogach oddechowych gryzoni, przede wszystkim szczurów (także myszy i myszoskoczków). Choroba przenosi się głównie poprzez ugryzienie lub zadrapanie przez zakażone zwierzę.
S. moniliformis wywołuje odmianę choroby zwaną streptobacilozą. Gorączka Haverhill to odmiana występująca po spożyciu pożywienia, wody lub mleka zakażonego S. moniliformis. Znane są także przypadki zakażenia S. moniliformis o nieznanym pochodzeniu.
S. minus przenosi się przez ugryzienie i powoduje odmianę choroby zwaną sodoku bądź spirillozą.
Głównym sprawcą gorączki w USA jest S. moniliformis, podczas gdy zakażenia S. minus występują głównie w Azji.

## Objawy
Choroba objawia się gorączką, wysypką, zapaleniem stawów. Rozwija się raptownie z gorączką, bólami głowy i mięśni, dreszczami, wymiotami, niekiedy adenopatią. Następnie, w ciągu kilku dni od gorączki, głównie na kończynach, pojawia się plamisto-grudkowa lub plamista wysypka. Ugryzienie goi się zazwyczaj szybko i bez powikłań. Nie występuje powiększenie okolicznych węzłów chłonnych ani owrzodzenie. W około 50% przypadków ma miejsce nieropne, wędrujące zapalenie stawów lub bóle stawowe. Nieleczona choroba przebiega z nawrotami przez średnio 3 tygodnie. Mogą wystąpić powikłania, takie jak: ropnie tkanek miękkich i narządów, zapalenia płuc, wsierdzia i mięśnia sercowego oraz opon mózgowych. Nieleczona choroba kończy się śmiercią w 7–10% przypadków.
W przypadku zarażenia S. minus, po początkowym zagojeniu miejsca ugryzienia, może się pojawić owrzodzenie oraz zapalenie i powiększenie okolicznych węzłów chłonnych. Wysypka ma postać charakterystycznych czerwonych lub fioletowych plamek.
Okres inkubacji choroby wynosi 3–10 dni (do 3 tygodni) dla S. moniliformis i 7–21 dni dla S. minus.

## Diagnostyka
S. moniliformis można izolować z próbek krwi, płynu stawowego, ropni czy próbek z miejsca ugryzienia. Drobnoustrój rośnie wolno na podłożach wzbogacanych krwią, surowicą czy płynem puchlinowym. Przy podejrzeniu zakażenia hodowlę prowadzi się do 3 tygodni.
S. minus nie udało się wyhodować na podłożach sztucznych, ale bakterię można uwidocznić w preparacie mikroskopowym krwi z użyciem ciemnego pola, a także przy zastosowaniu wysięku ze zmian lub materiału z węzłów chłonnych. Bakterię można także izolować z krwi, węzłów chłonnych lub zmian miejscowych po dootrzewnowym wszczepieniu materiału pobranego od pacjenta myszom lub świnkom morskim.

## Leczenie
W leczeniu stosuje się penicylinę G podawaną dożylnie lub domięśniowo. U pacjentów z zapaleniem wsierdzia powinno się stosować duże dawki penicyliny G podawane dożylnie przez co najmniej 4 tygodnie; początkowo pomocna może być także streptomycyna. U pacjentów z nadwrażliwością na ten antybiotyk można stosować doksycyklinę lub streptomycynę, jednak tej pierwszej nie powinno się podawać dzieciom do lat ośmiu, jeśli korzyści z terapii nie przewyższą ryzyka przebarwienia zębów.

## Historia
Pierwsze opisy choroby pochodzą z hinduskiego traktatu Ryszi Suśruty, Suśruta Samhita. Choroba znana była też w starożytnej Japonii jako sodoku. W czasach nowożytnych opisał ją jako jeden z pierwszych Eli Ives z Yale University. Patogen ją wywołujący odkrył praktykujący w Indiach Henry Vandyke Carter. Kolejny opis przedstawił Hayari Miyake w 1899. Pierwsza szczegółowo opisana epidemia gorączki Haverhill miała miejsce w 1926 roku w USA.

## Klasyfikacja ICD10
| kod ICD10     | nazwa choroby                                                    |
| ------------- | ---------------------------------------------------------------- |
| ICD-10: A25   | Gorączka od ugryzienia szczura (gorączka szczurza)               |
| ICD-10: A25.0 | Spirilloza, sodoku                                               |
| ICD-10: A25.1 | Streptobaciloza, gorączka Haverhill                              |
| ICD-10: A25.9 | Gorączka od ugryzienia szczura bliżej nieokreślonego pochodzenia |